# Blockhaus

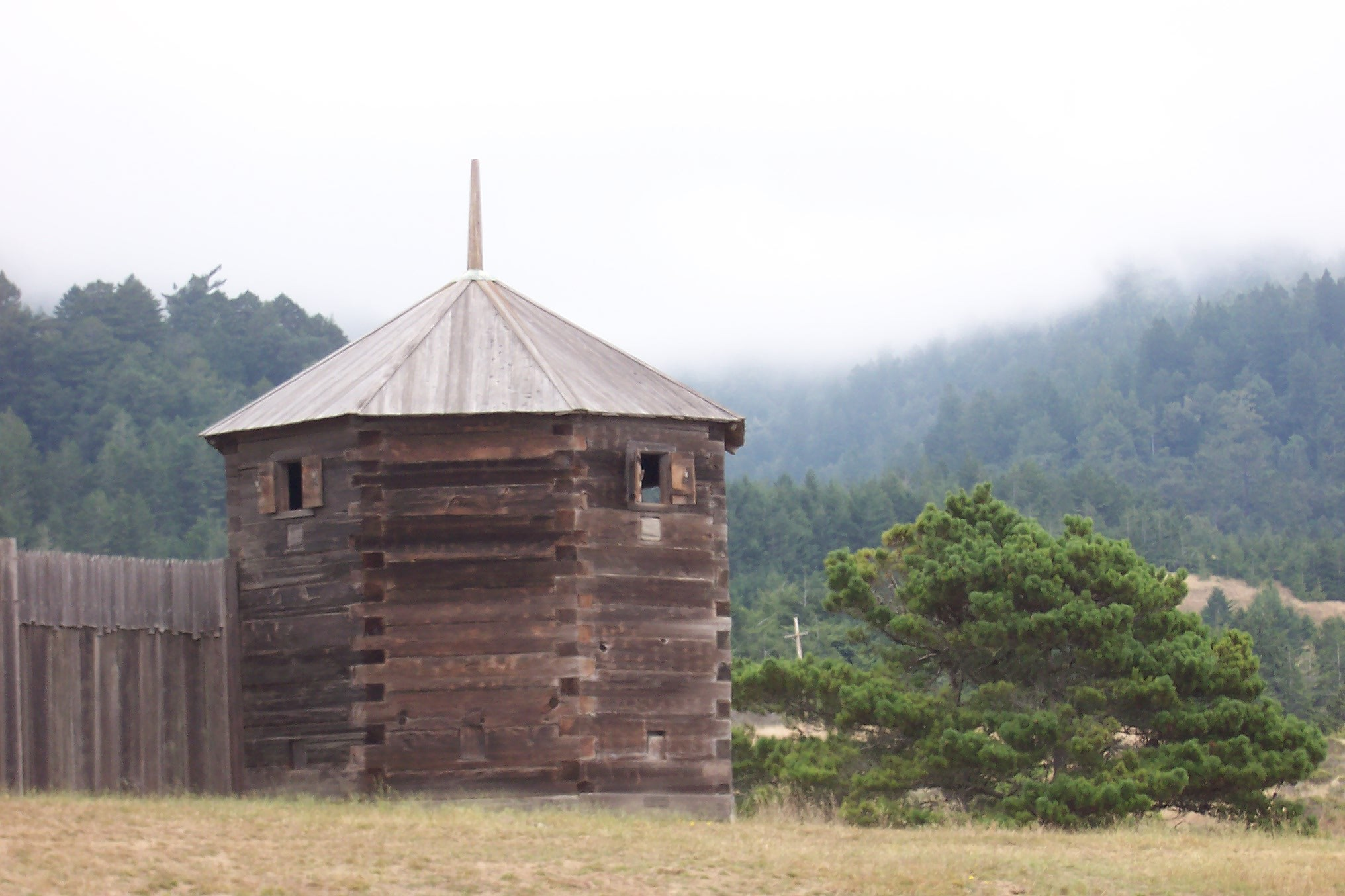
Blockhaus v kalifornském Fort Ross s šestiúhelníkovým půdorysem. Moderní rekonstrukce

Blockhaus je německé pojmenování pro středověký opevněný srub či tvrzku chránící strategická místa. Míval obvykle podobu jednoduchého dřevěného stavení doplněného o předsunutý val a proutěný plot. Úkolem blockhausu a jeho posádky bylo bránit určené pozice (hraniční linie, křižovatky, obchodní stezky, studny apod.), případně zajišťovat vybírání berní, či mýtného. Blockhaus mohl spadat pod vlastnictví krále, šlechty i měst. Archeologické pozůstatky takovéhoto vojenského opěrného bodu lze najít například u Branova na Křivoklátsku.